# Heather Masse
Heather Masse (? 1982. ? ? ) amerikai alt-énekesnő, egy kanadai folkzenész trió, a Wailin 'Jennys tagja.

## Pályakép
Maine-ben született és nőtt fel. Maine-ben született és ott is nőtt fel. A New England Conservatory of Music-ban tanult dzsesszéneket. Az új-mexikói Taosban él.
Masse 2007-ben csatlakozott a The Wailin' Jennys-hez. 2009-ben adta ki szólóalbumát Bird Song címmel. Rendszeresen szerepel az amerikai közmédiában a A Prairie Home Companion című müsorban. Énekesként szerepelt Noam Weinstein 2010-es Found Alive című albumán is. 2016-ban Roswell Rudd harsonással dolgozott az August Love Song című albumon.

## Lemezek
- Bird Song: 2009
- The Words Project: 2010
- Lock My Heart: 2013
- August Love Song: 2016
- Hold On: 2019

## Díjak
- For Bird Song: 2009

## További információ
- Hivatalos oldal
- Heather Masse az Internet Movie Database-ben (angolul)